# Mała księżniczka (film 1939)
 Mała księżniczka (ang. The Little Princess) – amerykański film z 1939 w reżyserii Waltera Langa i Williama A. Seitera. Adaptacja powieści Frances Hodgson Burnett.

## Obsada
- Shirley Temple jako Sara Crewe
- Richard Greene jako Geoffrey Hamilton
- Anita Louise jako Rose
- Ian Hunter
- Cesar Romero
- Arthur Treacher
- Beryl Mercer jako królowa Wiktoria